# Armin Graebert
Armin Graebert (* 31. Dezember 1898 in Berlin-Wilmersdorf; † 5. Februar 1947 im sowjetischen Speziallager Jamlitz) war ein deutscher Kommunalpolitiker. Er war von 1939 bis 1945 Oberbürgermeister der Stadt Wurzen. Am 24. April 1945 veranlasste er entgegen den nationalsozialistischen Befehlen die Kapitulation der Stadt und bewahrte so Wurzen vor der Zerstörung.

## Leben
Armin Graeberts Vater war Gymnasiallehrer. Er studierte in Halle (Saale), Berlin und Breslau, wo er 1926 zum Doktor der Rechts- und Staatswissenschaften promoviert wurde. Während seines Studiums wurde er 1919 Mitglied der Burschenschaft Neogermania Berlin.

### Kommunalbeamter und Bodenreformer
Vom Mieterverband, einer sozialen Bürgervereinigung, in Anklam als Parteiloser nominiert, wurde er dort am 19. April 1928 zum 2. Bürgermeister, ab 1. Januar 1934 Erster Beigeordneter.
Zum 1. Mai 1933 trat Graebert der NSDAP bei (Mitgliedsnummer 3.540.360). In den Jahren der NS-Diktatur war Graebert zeitweise mit folgenden Aufgaben betraut:
- Lektor im Hauptamt Schrifttumspflege bei der Reichsleitung NSDAP
- Lektor der Hauptstelle Wohnungs- und Siedlungswesen im Gauamt für Kommunalpolitik bei der Gauleitung Sachsen der NSDAP
- Mitarbeiter im Gauheimstättenamt der DAF bei Gauwaltung Sachsen
- Mitglied des Aufsichtsrates des Beamtenheimstättenwerkes des Reichsbundes der Deutschen Beamten
- Mitglied des Bundesbeirates des Deutschen Siedlerbundes
- Mitglied des Gaugruppenbeirates der Gaugruppe Sachsen des Deutschen Siedlerbundes
- Mitglied des Fachausschusses für Wohnungswesen, Landesplanung und städtische Siedlung des Deutschen Gemeindetages

Als Schwiegersohn des berühmten Bodenreformers Adolf Damaschke engagierte sich Graebert für dieselben Anliegen. In seinem Buch Bodenreform im Nationalsozialismus beschreibt Grabert die Bodenreform und die Ansiedlung von Bauern im Osten als eine nationalpolitische Maßnahme zur Bannung von Landflucht und um „die Erbmasse unseres Volkes gesund zu erhalten“
Von 1935 bis 1937 war er in Glogau Zweiter Bürgermeister, 1937 wechselte er nach Weimar als Stadtkämmerer.

### Oberbürgermeister von Wurzen
Ab 7. Juli 1939 war Graebert offiziell als Oberbürgermeister von Wurzen im Amt. Die direkten und indirekten Auswirkungen des Zweiten Weltkriegs bestimmten das Geschehen in Wurzen vollständig – und damit auch Graeberts Handlungsspielraum. Fuhr am 6. Juni 1939 noch ein Zeppelin-Luftschiff über der Stadt, war bereits am 30. Juni 1940 ein Drittel der Ratsherren und der Mitarbeiter der Stadtverwaltung zur Wehrmacht eingezogen worden. 1939 musste Wurzen monatlich einen Kriegsbeitrag von 30.295 Reichsmark sowie weitere Kriegsdienstumlagen aufbringen.
Graebert blieb als Oberbürgermeister während der Kriegsjahre unentbehrlich für die Kommunalpolitik: Er wurde am 11. November 1943 vom Reichsverteidigungskommissar als Fachkraft in einer Führungs- und Schlüsselstellung anerkannt und daher nicht einberufen. 1944 und 1945 spitzte sich die Lage für die offiziell registrierten 21.684 Bürger Wurzens (Stand: 31. Juli 1944) und zahlreiche Flüchtlinge mit Fliegeralarmen mehr und mehr zu.
Am 16. April 1945 sprengten NS-Einheiten im Zusammenhang mit der Taktik der Verbrannten Erde die Mulde-Brücken vor Wurzen. Graebert führte daraufhin insgeheim Gespräche mit den SPD- und KPD-Mitgliedern Otto Schunke (SPD), Kurt Krause und Richard Beutel (beide KPD) sowie mit dem evangelischen Pfarrer Carl Magirius und dem katholischen Pfarrer Franz Wörner zur Rettung der Stadt. Zwischen 18. und 19. April ließ er der US-Armee das Kapitulations-Angebot übermitteln und entließ am 19. April 1945 den Volkssturm.
Entgegen der ausdrücklichen Befehlslage der NS-Führung kam es am Morgen des 24. April 1945 in Bennewitz zur kampflosen Übergabe Wurzens, initiiert durch Graebert, an Major Victor Conley vom 273. US-Infanterieregiment – Graebert führte die Gruppe, die mit dem Ziel der Kapitulation die Mulde überquerte: Er kletterte mit einem Militärarzt und einem Dolmetscher über die zerbombte Eisenbahnbrücke in Richtung Bennewitz, um US-Major Conley zu treffen. Der Oberbürgermeister hatte zuvor angewiesen, am weithin sichtbaren Turm der Wenceslaikirche die weiße Flagge zu hissen. Diese Kapitulation bedeutete die Rettung der Stadt und ihrer Bürger sowie Tausender Verwundeter, Flüchtlinge, Heimatvertriebener und Zwangsarbeiter, die damals in der Stadt waren – Wurzen wurde vor unsinnigem Kampf und der Zerstörung der Stadt bewahrt.
Graebert behielt sein Amt als Oberbürgermeister, auch nachdem Wurzen am 5. Mai 1945 von den US-Truppen an Verbände der Roten Armee übergeben worden war – im rechtlichen Sinn wurde er erst am 30. September 1945 aus dem Dienst entlassen.

### NKWD-Haft und Tod
Der sowjetische Geheimdienst NKWD verhaftete Graebert am 18. Mai 1945 (angegebener Haftgrund: „Bürgermeister“) und brachte ihn als politischen Häftling nach Bautzen; er wurde am 24. September 1946 in das Speziallager Jamlitz verlegt.
Am 29. April 1948 – also drei Jahre nach der von Graebert initiierten kampflosen Übergabe Wurzens – setzte sich der „Antifaschistisch-Demokratische Block“ Wurzens in einem von Otto Abicht unterzeichneten Brief für die Freilassung ihres einstigen Oberbürgermeisters Graebert ein. Was den Briefschreibern nicht bekannt war: Armin Graebert war bereits mehr als ein Jahr zuvor – am 5. Februar 1947 – in der Haft in Jamlitz verstorben. Graeberts Familie erhielt erst im Jahr 1995, also nach 48 Jahren, die offizielle Todesnachricht.
Ein ähnliches Schicksal ereilte den Freiberger Oberbürgermeister Werner Hartenstein, der seine Stadt ebenfalls kampflos übergab und wie Graebert im Februar 1947 im Speziallager Jamlitz starb, sowie den Bürgermeister von Stendal, Karl Wernecke, der ebenfalls seine Stadt kampflos übergab.

## Familie
Armin Graebert heiratete eine Tochter des Bodenreformers Adolf Damaschke. Die Eheleute sind die Eltern von Hans-Adolf Graebert (* 1929), Thomas Graebert und Irene Köhler (geb. Irene Graebert).

## Würdigung
An Armin Graeberts Verdienste als Oberbürgermeister an der kampflosen Übergabe der Stadt am 24. April 1945 an US-amerikanische Truppen erinnert seit dem 24. April 1995 – also 50 Jahre nach dem Ereignis – eine Gedenktafel am Stadthaus (Rathaus) in Wurzen. Diese Tafel hat folgende Inschrift:
„In diesem Hause vollzog am 24. April 1945 Oberbürgermeister Dr. Armin Graebert gegenüber dem Kommandeur des 1. Bat. 273. US-Inf.-Reg., Major Victor Conley, die Kapitulation Wurzens. Damit wurden Einwohner, Flüchtlinge, Kriegsverwundete und Zwangsarbeiter vor dem Tode sowie die Stadt vor der Zerstörung bewahrt. Vor 50 Jahren 24. April 1995“.